# Дардер, Серхи
Се́рхи (Се́ржи) Дарде́р Моль (кат. и исп. Sergi Darder Moll; родился 22 декабря 1993 года в Арте, Испания) — испанский футболист, полузащитник клуба «Мальорка».

## Клубная карьера
Дардер — выпускник футбольной школы клуба «Эспаньола». В 2012 году он перешёл в резервную команду «Малаги» — «Атлетико Малагеньо». Летом 2013 года после того, как большое количество основных футболистов покинули команду, новый тренер Бернд Шустер включил Серхи в заявку на сезон. 17 августа в матче против «Валенсии» Дардер дебютировал в Ли Лиге. 31 марта 2014 года в поединке против «Бетиса» Серхи забил свой первый гол за «анчоусов».
Летом 2015 года Дардер перешёл во французский «Лион», подписав контракт на пять лет. Сумма трансфера составила 12 млн евро. 20 сентября в матче против «Марселя» Серхи дебютировал в Лиге 1. 23 октября в поединке против «Тулузы» он забил свой первый гол за «Лион».
Летом 2017 года Дардер на правах аренды вернулся на родину в «Эспаньол». 9 сентября в дерби против «Барселоны» он дебютировал за новую команду. 1 июля 2018 года «Эспаньол» выкупил игрока у «Лион». 7 октября 2018 года игрок забил свой первый гол после возвращения в «Эспаньол».